# Actinopoda
Actinopoda is een onderklasse van weekdieren uit de klasse van de Holothuroidea.

## Ordes
- Dendrochirotida
- Elasipodida
- Holothuriida
- Molpadida
- Persiculida
- Synallactida